# Sorab
Sorab là một thị xã panchayat của quận Shimoga thuộc bang Karnataka, Ấn Độ.

## Địa lý
Sorab có vị trí 14°23′B 75°06′Đ / 14,38°B 75,1°Đ Nó có độ cao trung bình là 580 mét (1902 feet).

## Nhân khẩu
Theo điều tra dân số năm 2001 của Ấn Độ, Sorab có dân số 7424 người. Phái nam chiếm 51% tổng số dân và phái nữ chiếm 49%. Sorab có tỷ lệ 80% biết đọc biết viết, cao hơn tỷ lệ trung bình toàn quốc là 59,5%: tỷ lệ cho phái nam là 84%, và tỷ lệ cho phái nữ là 75%. Tại Sorab, 11% dân số nhỏ hơn 6 tuổi.